# Sabalia
Sabalia is een geslacht van vlinders van de familie herfstspinners (Brahmaeidae).

## Soorten
- S. barnsi Prout, 1918
- S. fulvicincta Hampson, 1901
- S. fulleborni Karsch, 1900
- S. jacksoni Sharpe, 1890
- S. picarina Walker, 1865
- S. sericaria (Weymer, 1896)
- S. thalia Fawcett, 1915
- S. tippelskirchi Karsch, 1898